# 집현전
집현전(集賢殿)은 정이품아문으로, 고려 말 조선 초의 학문 연구 및 국왕의 자문 기관이자, 왕실 연구기관이다. 현재 남아 있는 곳은 조선의 경복궁의 수정전 밖에 남아있지 않다.

## 연혁
중국에서 집현원(集賢院)은 한나라·위나라 이래 설치되어, 당나라 현종(玄宗) 때 완비된 기관으로서 이곳에 학사(學士)를 두어 경적(警籍)의 간행과 서적의 수집 등을 맡아 보게 하였다.
한국에도 옛날부터 이 제도가 수입되어 많은 영향을 끼쳤으나, ‘集賢殿’(집현전)이란 명칭이 사용된 것은 1136년(고려 인종 14)에 연영전(延英殿)을 집현전이라 개칭한 데서 비롯한다. 그러나 고려 때와 조선의 건국 초기까지에도 별다른 활동은 없었다.
1356년(공민왕 5년) 고려 공민왕이 집현관과 우문관을 없애고, 수문전·집현전 학사를 두었다고 한다. 이후에도 간간이 폐하고, 다시 설치하던 것을 조선 세종 2년(1420년)에 확대·개편하였다. 이전까지는 관청도 없고, 직무도 없었으나 이때부터 청사를 가지고, 경전과 역사의 강론과 임금의 자문을 담당하였다.
이후에 1456년(세조 2년) 단종 복위 운동을 한 사육신을 비롯한 반대파 인물이 집현전에서 많이 나왔으므로 음력 6월 6일에 집현전을 파하고 경연을 정지시키면서, 집현전에 소장한 책을 예문관에서 관장하게 하였다. 그러나 문신들이 벼슬에만 욕심을 내고 공부를 게을리 하는 폐단이 생겨서 1459년(세조 5년) 이후 3품 이하의 문신으로서 젊고 총명한 사람을 뽑아 예문관의 관직을 겸임시켜 연구하게 하였으나 별 효과를 거두지 못하였다.
한편 1460년(세조 6년) 음력 5월 22일에는 이조에서 사관 선임 규정을 강화하고, 경연·집현전·보문각 등은 직함이 비고 직임이 없으니 혁파하기를 청하였으므로 윤허하였다. 이로써 집현전은 완전히 폐하게 되었다.
1478년(성종 9년) 음력 3월 19일 집현전에 의거해서 예문관 부제학 이하의 각원을 홍문관의 관직으로 옮겨 임명하게 하여 예문관을 분리·개편하였다. 대우를 극진히 하였으나 세종 때의 집현전에는 따르지 못하였다.

## 구성
세종이 즉위한 뒤에 문신을 집현전에 모아 문풍을 진흥시키자는 신하들의 건의가 있어서, 그동안 고려 이래로 유명무실하였던 수문전(修文殿)·집현전·보문각(寶文閣) 중에서 집현전 하나만을 남기는 대신 그 기구를 대폭적으로 확장시켰다. 즉 1420년(세종 2) 3월에 궁중에 집현전을 두고, 겸임관으로 영전사·대제학·제학을 두고, 그 아래에는 모두 전임 학사(前任學士)에서 뽑았다. 이와 동시에 전임학사(專任學士)로서 10명을 임명, 그 뒤 정원의 증감이 있다가 1436년(세종 18)에는 20명으로 확정되었다. 세종은 학사의 설치와 아울러 서리(書吏)·노비(奴婢) 등도 배속시켜 집현전의 운영에 지장이 없도록 하였다.
또 학사들의 연구에 편의를 주기 위해 많은 도서(圖書)를 구입 혹은 인쇄시켜 집현전에 보관토록 하는 한편, 휴가를 주어 산사(山寺)에서 뜻대로 학문 전반에 걸쳐 연구하게 하였으며, 그 경비와 기구는 모두 나라에서 부담하였다. 이 결과 우수한 학자들이 집현전을 통하여 많이 나오게 되었다.
| 품계  | 관직                   | 정원 | 비고                   |
| ----- | ---------------------- | ---- | ---------------------- |
| 정1품 | 영전사(領殿事)         | 2명  | 겸직                   |
| 정2품 | 대제학(大提學)         | 2명  | 겸직                   |
| 종2품 | 제학(提學)             | 2명  | 겸직                   |
| 정3품 | 부제학(副提學)(당상관) | 1명  |                        |
| 종3품 | 직제학(直提學)         | 1명  |                        |
| 정4품 | 직전(直殿)             | 1명  |                        |
| 종4품 | 응교(應敎)             | 1명  |                        |
| 정5품 | 교리(校理)             | 1명  | 부검토(副檢討)를 겸임. |
| 종5품 | 부교리(副校理)         | 1명  | 부검토(副檢討)를 겸임. |
| 정6품 | 수찬(修撰)             | 1명  | 부검토(副檢討)를 겸임. |
| 종6품 | 부수찬(副修撰)         | 1명  | 부검토(副檢討)를 겸임. |
| 정7품 | 박사(博士)             | 1명  |                        |
| 정8품 | 저작(著作)             | 1명  |                        |
| 정9품 | 정자(正字)             | 1명  |                        |

## 기능
이들의 임무는 첫째, 학사 20명 중 10명은 경연(慶筵)을, 나머지 10명은 서연(書筵)을 담당하였으며, 둘째, 집현전이 궁중에 있고 또 학사들이 문필에 능하다는 이유로서 그 일부가 사관(史官)의 일을 맡았고, 셋째는 사령(辭令)의 제찬(制撰)을 담당하였다. 전대(前代)에는 수문전(修門殿)·집현전·보문각(寶門閣)이 같이 맡아보았으나 수문전·보문각이 폐지되자 집현전이 전적으로 이 일을 맡게 되었다. 넷째는 중국의 고제(古制)에 대한 연구였다. 유교를 조선 사회의 근본이념으로 삼기 위해서는 먼저 유교적인 제도나 의식에 대한 검토가 필요하였던 것이다.
한편 집현전 학사들은 정치인으로도 많이 등장하여 실제 정치 면을 통하여 그들의 이상(理想)을 실현시키려 하였다. 특히 세종이 죽고 문종이 즉위하자 이런 경향은 더욱 농후하였다. 집현전의 업적 가운데 가장 두드러진 것은 한글 제정이었지만, 그밖에도 《고려사》, 《농사직설》, 《오례의(五禮儀)》, 《팔도지리지》, 《삼강행실》, 《치평요람》, 《동국정운》, 《용비어천가》, 《석보상절》, 《월인천강지곡》, 《의방유취》 등의 서적을 편찬 간행하여, 한국 문화사상 황금시대를 이루게 하였다.

## 같이 보기
- 예문관
- 홍문관
- 백악관 웨스트 윙